# Triquerville
Triquerville foi uma comuna francesa na região administrativa da Normandia, no departamento de Sena Marítimo. Estendia-se por uma área de 3,02 km². Em 2010 a comuna tinha 377 habitantes (densidade: 124,8 hab./km²).
Em 1 de janeiro de 2016, passou a formar parte da nova comuna de Port-Jérôme-sur-Seine.